# Marquesado de Grimaldo
El marquesado de Grimaldo fue un título nobiliario español creado por el rey Felipe V mediante Real Decreto de 8 de octubre de 1714 a favor de José Francisco Martínez de Grimaldo y Gutiérrez de Solórzano, secretario de Estado y del Despacho de Guerra y Hacienda. Este título tuvo el vizcondado previo de Hermosa.
Tras cinco marqueses, el título quedó sin sucesor a principos del siglo xx, siendo suprimido definitivamente el 5 de abril de 1909.

## Marqueses de Grimaldo

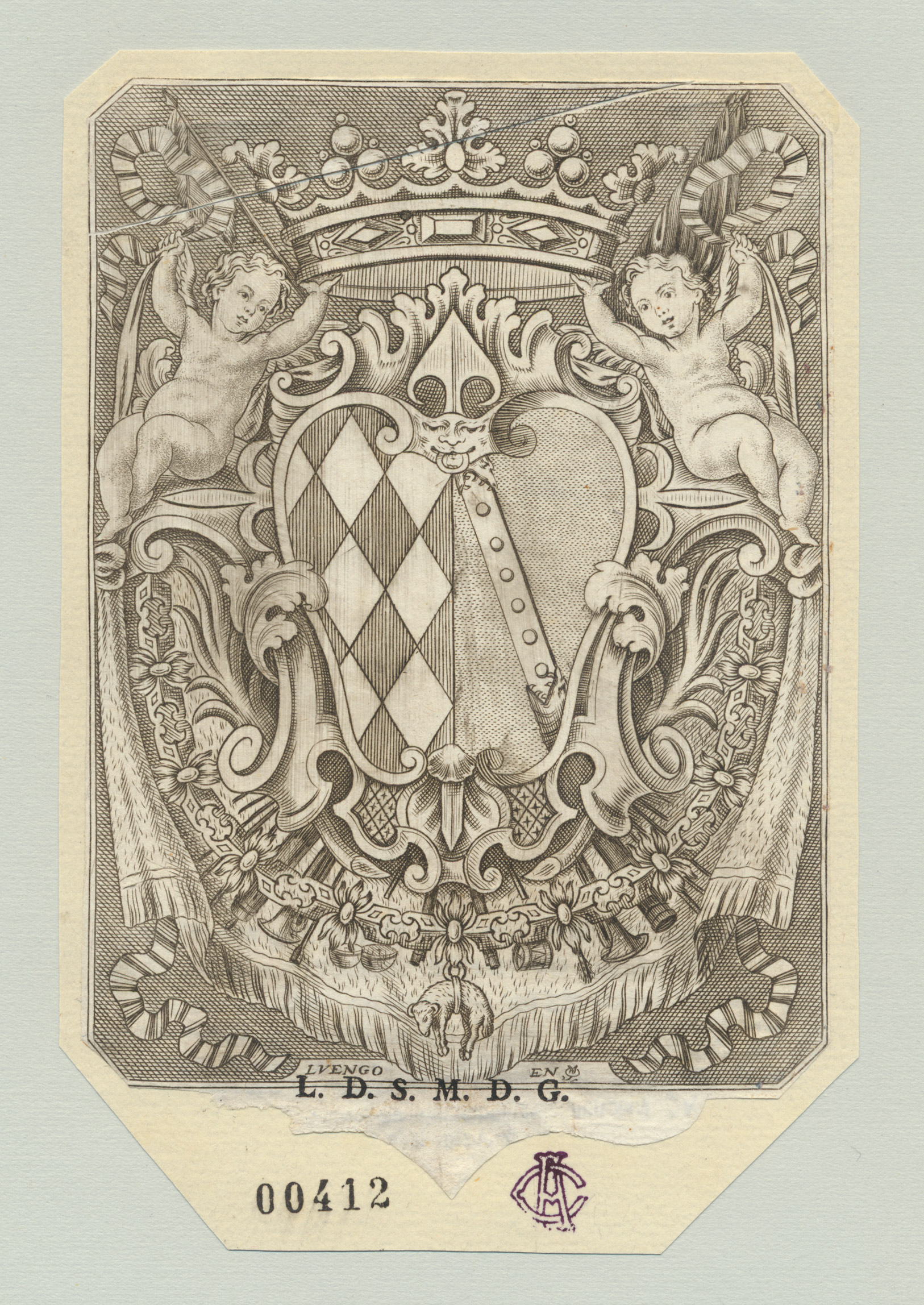
Escudo de armas de José Francisco Martínez, i marqués de Grimaldo

| Titular               | Titular                                   | Periodo               |
| Creación por Felipe V | Creación por Felipe V                     | Creación por Felipe V |
| --------------------- | ----------------------------------------- | --------------------- |
| I                     | José de Grimaldo y Gutiérrez de Solórzano | 1714-1733             |
| II                    | Bernardo de Grimaldo y García Caballero   | 1738-1794             |
| III                   | Ginés de Hermosa y Campos                 | 1794-1841             |
| IV                    | José de Hermosa y Urbina                  | 1845-1866             |
| V                     | César de Hermosa y Muñoz                  | 1868-1900             |

## Concesión
Creado por Real Decreto de 8 de octubre de 1714, y emitido el Real Despacho con fecha de 4 de marzo de 1715, este último rezaba lo siguiente:

«Por cuanto por la particular gratitud y satisfacción que me deben los continuados buenos servicios de vos Dn Joseph de Grimaldo, Cavallero del Orden de Santiago, Comendador de Rivera y Aceuchal en la dicha Orden, Regidor perpetuo de la Ciudad de San Phelipe en el Reyno de Valencia, Gentilhombre de mi Cámara, de el mi Consejo de las Yndias, á lo vien que haveis servido treinta y siete años seguidos, digo continuos en los Papeles de Yndias, de Estado y de las Secretarías del Despacho Universal, y los nueve últimos inmediato á mis Reales pies; con el empleo de mi Secretario de Estado y de el Despacho universal de la Guerra y Hacienda, en que proseguís con entera aprovación mia aviendome seguido en todas las jornadas y Campañas que en este tiempo he hecho y particularmte en las de los años de mil setecientos y seis y setecientos y diez, y mereciendome singular confianza en los muchos y varios negocios de la maior importancia y sigilo que os he fiado y puesto á vro cuidado y mui especialmente en los que últimamente haveis manejado de los negocios de la Paz, y de mi Casamiento satisfaciendo plenisimamente asi en ellos, como en todos los demas á la confianza qe he hecho de vra persona, de vuestro juicio y de vuestra habilidad.
A lo que sirvieron vuestro Padre y Abuelo Dn Joseph y Dn Franco de Grimaldo en diferentes empleos Politicos; el primero cuarenta y cinco años y el segundo treinta y quatro; como tambien vros bisabuelos y antepasados concurriendo en unos y otros particulares meritas y un lustre y antigüedad de nobleza notoria y conocida. Por Decreto señalado de mi Real mano de ocho de octubre pasado de este año, he tenido por vien de haceros merced de Título de Castilla, para vuestra Persona y subzesores en vuestra Casa, y venido en que sea con la denominación de Marques de Grimaldo; y en su conformidad mi voluntad es que ahora y de aquí adelante vos el dicho Dn Joseph de Grimaldo y vuestros subzesores en vra Casa, cada uno en su tiempo perpetuamente, para siempre jamas, os podais llamar, e intitular, llameis é intituleis, llamen é intitulen, y os ago é intitulo, Marques de Grimaldo. [...]»
Yo el Rey (Felipe V)

## Historia de los marqueses de Grimaldo
I. José de Grimaldo (Madrid, 4 de julio de 1660-Madrid, 3 de julio de 1733), i marqués de Grimaldo, caballero de la Orden del Toisón de Oro, caballero de la Orden de Santiago y comendador de Rivera y Aceuchal en esta Orden, gentilhombre de Cámara, secretario de Estado del Despacho de Guerra y Hacienda y secretario de Estado y del Despacho de Estado.
Casó el 25 de febrero de 1708 con Francisca García Caballero Hermosa Espejo (Alhama de Murcia, 1684-Madrid, 4 de marzo de 1766). Tuvieron dos hijos: Bernardo María José Benito y Pedro Cayetano de Grimaldo y García Caballero. Sucedió en 1738 su primogénito:
II. Bernardo María José Benito de Grimaldo y García Caballero (Madrid, 5 de septiembre de 1713-8 de enero de 1794), ii marqués de Grimaldo, caballero de la Orden de Santiago y comendador de Rivera y Aceuchal en esta Orden, teniente general de los Reales Ejércitos.
Ni casó ni tuvo descendencia. Le sucedió el 2 de marzo de 1794 su sobrino segundo, hijo de su primo Antonio Vicente Martínez de Hermosa y Espejo (muerto en 1792), sobrino-nieto de su madre:
III. Ginés de Hermosa y Campos (Valladolid, 2 de julio de 1765-Castromocho, 12 de noviembre de 1841), iii marqués de Grimaldo.
Casó con Juana Vicenta de Urbina y Añiz Marañón. Tuvieron tres hijos, siendo sucedido el 29 de julio de 1845 por:

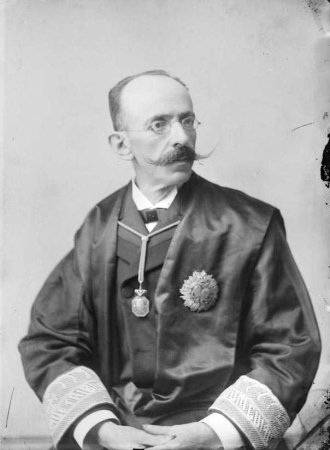
César de Hermosa y Muñoz, v y último marqués de Grimaldo

IV. José Pío Bernardo María de la Concepción de Hermosa y Urbina (Valladolid, 10 de julio de 1796-Valladolid, 21 de noviembre de 1866), iv marqués de Grimaldo, teniente coronel de los Ejércitos.
Casó con Petra Muñoz de Frías. Tuvieron dos hijos: Pío y César. Al haberse casado el primogénito sin consentimiento de la reina Isabel II, quedó desplazado de la sucesión, siendo sucedido el 28 de abril de 1868 por su segundogénito:
V. César Maximino Fernando José Donato de Hermosa y Muñoz, v marqués de Grimaldo, magistrado.
Casó con Serafina de Zarauz y de Avendaño (fallecida en Mataró el 4 de agosto de 1926). Sin descendencia, tras la muerte del marqués alrededor de 1900, nadie reclamó la sucesión. Tras varios años, el 5 de abril de 1909 el título se declaró suprimido.
Aunque hubo intentos por algunos parientes de rehabilitarlo entre los años 1950 y 1970, esta nunca se concedió.